# Karoline Linnert
Karoline Linnert, née le 30 août 1952 à Bielefeld, est une femme politique allemande membre du parti écologiste de l'Alliance 90 / Les Verts.
Elle est élue en 1991 députée au Bürgerschaft du Land de Brême, où elle occupe notamment la présidence du groupe écologiste, et de la commission des Finances. Entre 2007 et 2019, elle est vice-présidente du Sénat de Brême et sénatrice pour les Finances, dans la nouvelle coalition rouge-verte de Jens Böhrnsen.

## Éléments personnels

### Formation et carrière
Après avoir passé son Abitur en 1977, elle apprend, jusqu'en 1979, le métier de technicienne de radiologie. En 1981, elle entreprend des études supérieures de psychologie, qu'elle termine sept ans plus tard à l'université Carl von Ossietzky d'Oldenbourg par l'obtention de son diplôme de psychologue. Elle rejoint aussitôt Brême, afin de travailler comme associée de recherche sur la politique sanitaire et sociale auprès du groupe des Verts au Parlement régional.

## Parcours politique
Elle adhère aux Verts en 1979, et est élue députée au Bürgerschaft de Brême douze ans plus tard, aux élections de 1991. Elle prend en 2000 la présidence du groupe parlementaire écologiste, et devient ainsi chef de l'opposition à la grande coalition du social-démocrate Henning Scherf, qui refuse l'alliance avec les écologistes. En 2003, elle est portée à la tête de la commission des Finances et du Budget, tout en conservant la direction du groupe parlementaire.
Désignée chef de file de l'Alliance 90 / Les Verts aux régionales de 2007, elle réalise le meilleur résultat du parti dans le Land avec 16,5 % des voix, trois points et demi de plus que le record établi en 1995. Le 29 juin suivant, une coalition rouge-verte est formée par Jens Böhrnsen, successeur de Scherf depuis 2005, dans laquelle Karoline Linnert est nommée vice-présidente du Sénat et sénatrice pour les Finances. C'est la première fois de l'histoire politique allemande que les écologistes accèdent au portefeuille des Finances.